# Monts Iezer-Păpușa
Les monts Iezer-Păpușa (en roumain: Munții Iezer / Munții Iezer-Păpușa) sont un massif de montagnes des Carpates méridionales en Roumanie. Leur superficie totale est de 535 km2, leur point le plus élevé étant le mont Roșu d'une altitude de 2 469 m.

## Géographie

### Situation, topographie

Représentation en trois dimensions du massif.

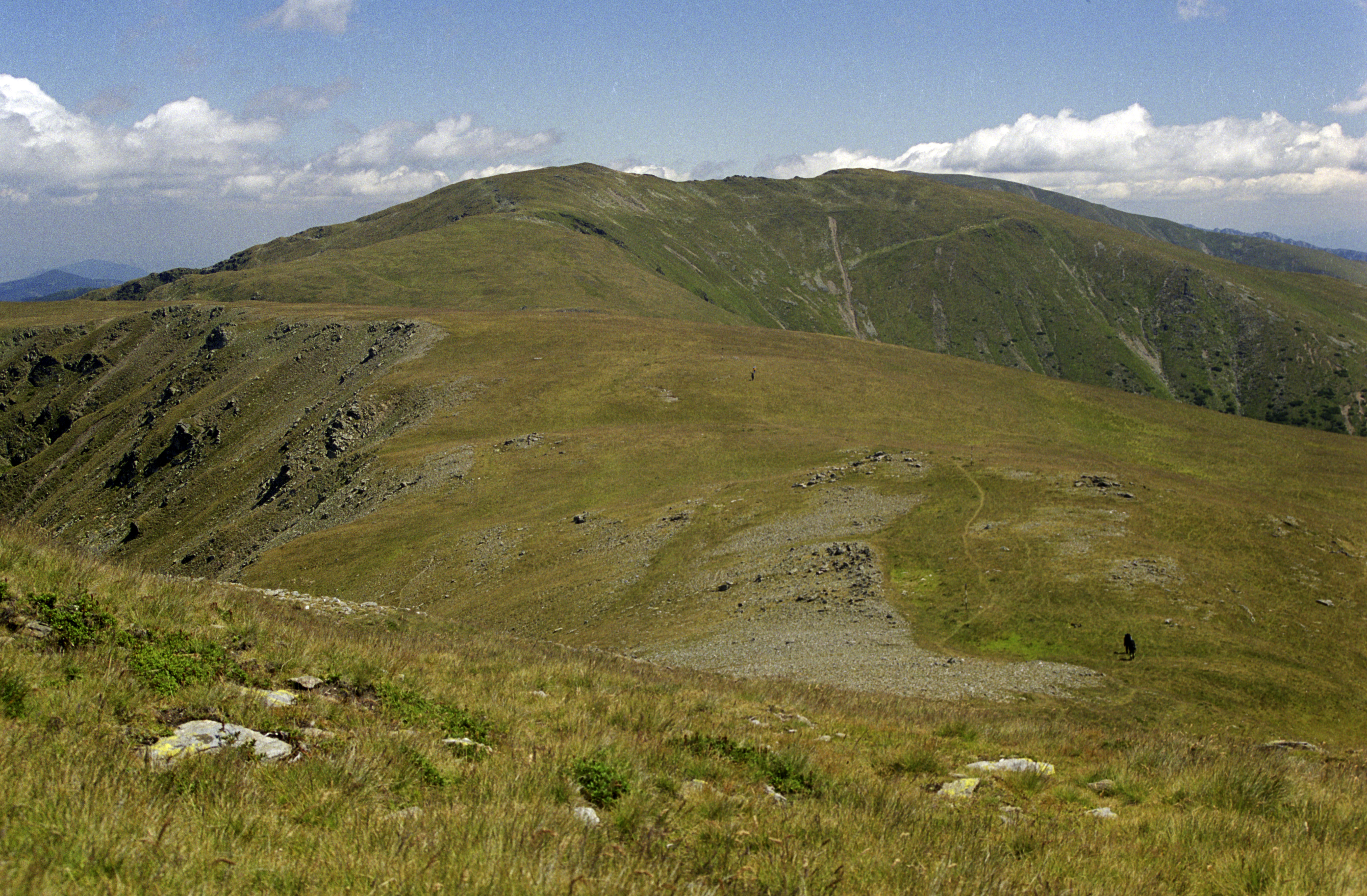
Vue de la crête principale.

Les monts Iezer-Păpușa sont situés entre les monts Făgăraș au nord-ouest et les monts Piatra Craiului à l'est.
La rivière Dâmbovița et la rivière Târgului prennent leur source dans les monts Iezer--Păpușa. Le massif fait entièrement partie du județ d'Argeș.
La crête principale des monts Iezer, qui s'étend sur longueur de 40 km, présente une forme de fer à cheval. L'altitude moyenne de la crête est de 2 200 m, les reliefs supérieurs étant généralement peu prononcés. Des sentiers de randonnée permettent d'accéder à la ligne de crête principale et de la suivre sur toute sa longueur.
Dans l'intérieur du massif, se loge le barrage de Râușor, dont la retenue est alimentée par les rivières Râușor et Târgului.
Le lac Iezer, à 2 135 m d'altitude et le refuge Iezer se situent en contrebas du mont Iezerul Mare. Le lac Iezer est un lac glaciaire au fond d'une cuvette entourée de sommets pelés et sauvages. De l'autre côté du massif, l'on trouve deux autres lacs glaciaires de taille plus réduite, les lacs Boarcăs sous le sommet du mont Roșu.

### Sommets principaux

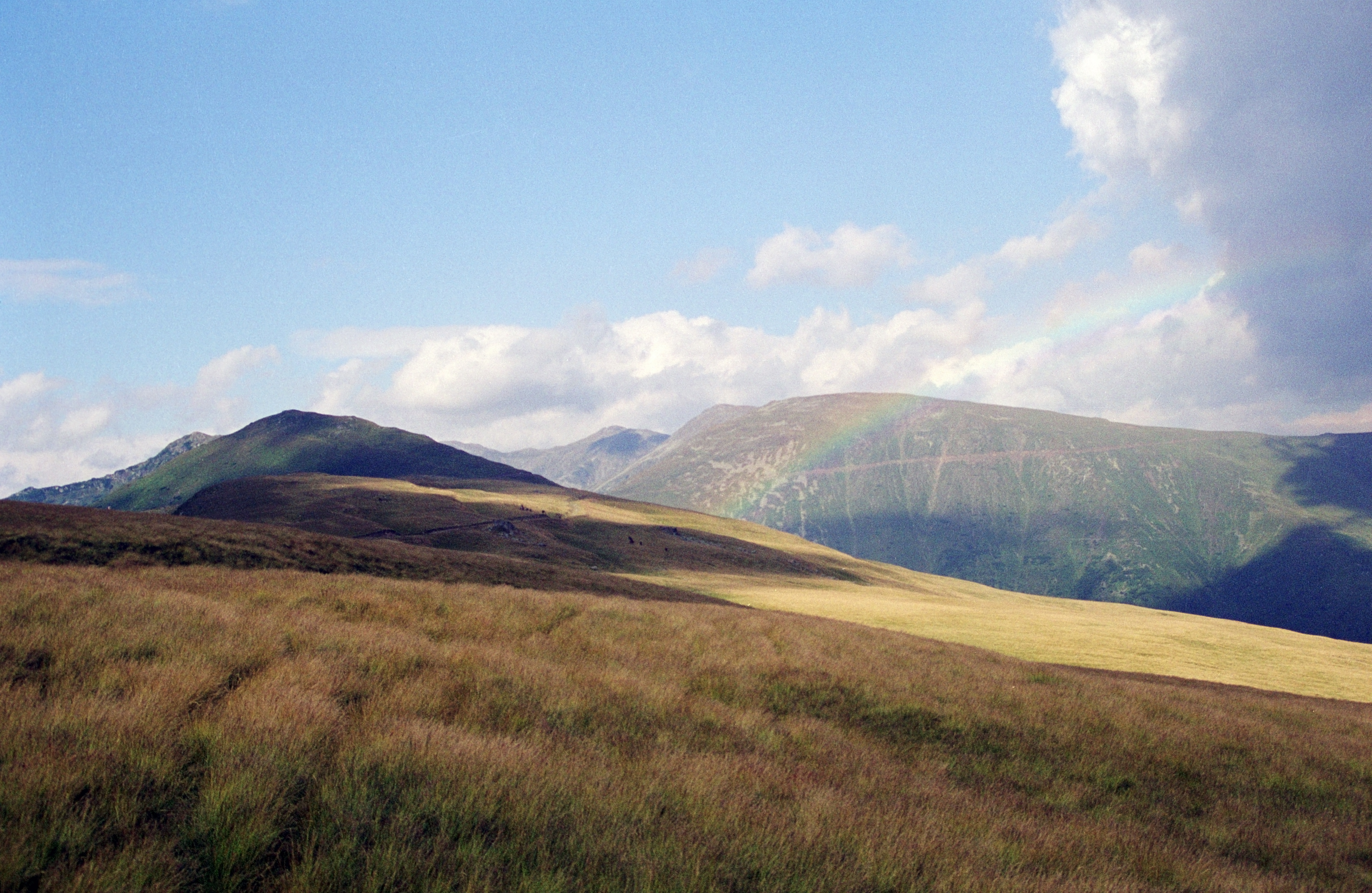
Vue du Iezerul Mic.

Le massif compte plusieurs sommets dépassant les 2 000 mètres d'altitude dont : 
- le mont Roșu 2 469 m ;
- Iezerul Mare 2 462 m ;
- Iezerul Mic 2 409 m ;
- le mont Păpușa 2 391 m.

## Cabanes et refuges
- Refuge Iezer (2 165 m).
- Cabane Cuca (1 210 m).
- Cabane Voina (980 m).